# Villa Nova AC
Az Villa Nova Atlético Clube, vagy Villa Nova, labdarúgócsapatát 1908-ban Nova Limában hozták létre. A  brazil együttes Minas Gerais állam első osztályú bajnokságában, és az országos bajnokság negyedosztályában, a Série D-ben szerepel.

## Sikerlista

### Állami
- 5-szörös Mineiro bajnok: 1932, 1933, 1934, 1935, 1951

## Játékoskeret
2015-től
| # |     | Poszt | Név            |
| - | --- | ----- | -------------- |
|   | BRA | K     | Thiago Braga   |
|   | BRA | V     | Bruno Fuso     |
|   | BRA | V     | Pedro          |
|   | BRA | V     | André          |
|   | BRA | V     | Djónantan      |
|   | BRA | V     | Danilo Costa   |
|   | BRA | V     | Lidio          |
|   | BRA | V     | Cleyton        |
|   | BRA | V     | Elder          |
|   | BRA | V     | Dudu           |
|   | BRA | V     | Euzébio        |
|   | BRA | V     | Edvan          |
|   | BRA | V     | Toledo         |
|   | BRA | V     | Ralph          |
|   | BRA | KP    | Thiago Mariano |

| # |     | Poszt | Név              |
| - | --- | ----- | ---------------- |
|   | BRA | KP    | Marcelo Rosa     |
|   | BRA | KP    | Alemão           |
|   | BRA | KP    | João Paulo       |
|   | BRA | KP    | Pedro Arí        |
|   | BRA | KP    | Michel Eloy      |
|   | BRA | KP    | Humberto         |
|   | BRA | KP    | Igor             |
|   | BRA | KP    | Dodô             |
|   | BRA | KP    | Gabriel Davis    |
|   | BRA | CS    | Kaká             |
|   | BRA | CS    | Rafael Gomes     |
|   | BRA | CS    | Paulinho         |
|   | BRA | CS    | Michel Douglas   |
|   | BRA | CS    | Diego Clementino |